# 박태준 (태권도 선수)
박태준(2004년 6월 6일~)은 대한민국의 태권도 선수이다. 아제르바이잔 바쿠에서 열린 2023년 세계 태권도 선수권 대회의 세계 태권도 선수권 대회 데뷔전에서 금메달을 획득했다.
박태준은 프랑스 파리에서 열리는 2024년 하계 올림픽 남자 플라이급(-58kg) 종목에 출전하여 금메달을 획득했다.
가장 최근인 2024년 3월 세계 태권도 순위에서 박태준은 남자 -54kg(핀급) 세계 겨루기 부문 1위, 남자 -58kg(플라이급) 올림픽 겨루기 부문에서 5위를 기록했다.

## 개인사
7세 때 태권도를 시작했으며 동생인 박민규도 태권도 선수이다.